# Baïkal (boisson)
Pour les articles homonymes, voir Baïkal.
«Baïkal» est un soda sans alcool de couleur marron foncé produit par l'URSS à partir de 1969 comme un coca soviétique. En 1973, face à l'introduction de Pepsi-cola en URSS, la recette de la boisson a été revue à base d'herbes pour lui donner un style plus en ligne avec la tradition russe. La boisson est principalement composée d'eau, de sucre, d'acide citrique, de gaz carbonique et d'une composition originale d'huiles essentielles naturelles et d'extraits de plantes.

## Ingrédients
Le goût et les propriétés tonifiantes de la boisson sont obtenus grâce aux extraits naturels et arômes suivants :
- Extrait hydro-alcoolique de millepertuis et de réglisse
- Extrait de d'éleuthérocoque ou de rhaponticum
- huile essentielle d'eucalyptus
- huile essentielle de citron
- huile essentielle de laurier-sauce
- huile essentielle de sapin ou bornéol
- acide citrique

## Producteurs et marché
Le Baïkal est essentiellement commercialisé sur le territoire de l'ex-URSS. Le propriétaire des droits sur la recette originale et des droits de marque est la société gouvernementale «Institut de recherche scientifique panrusse pour l'industrie des boissons brassées, non alcoolisées et des vins». La popularité de la boisson est confirmée par le fait que les sociétés PepsiCo, Ost-Aqua (ru) et Dohler ont acquis la licence nécessaire pour sa production.
La boisson a également été lancée sur le marché allemand sous le nom de WOSTOK (russe : восток : Est) en 2009,.